# New Best Friend
Pour plus de détails, voir Fiche technique et Distribution.
New Best Friend est un film américain réalisé par Zoe Clarke-Williams en 2002.

## Fiche technique
- Titre : New Best Friend
- Titre québécois : Amitié dangereuse
- Réalisation : Zoe Clarke-Williams
- Scénario : Victoria Strouse
- Producteur : Frank Mancuso Jr.
- Production : FGM Entertainment
- Directeur de la photographie : Tom Priestley
- Musique : David A. Hughes, John Murphy
- Montage : Norman Buckley, Leo Trombetta
- Langue d'origine : anglais
- Pays d'origine :  États-Unis
- Genre :
- Lieux de tournage : Charleston, Caroline du Sud, États-Unis
- Durée : 91 minutes (1 h 31)
- Date de sortie :
  -  États-Unis 12 avril 2002
  -  Argentine 17 décembre 2002
  -  Serbie 21 janvier 2003
  -  Islande 22 janvier 2003
  -  Norvège 19 février 2003
  -  Japon 26 février 2003
  -  Royaume-Uni 3 mars 2003
  -  Allemagne 25 mars 2003
  -  Espagne 13 juin 2003
  -  Suède 28 juin 2005 première télévisée

## Distribution
- Mia Kirshner : Alicia Campbell
- Meredith Monroe (VF : Barbara Delsol) : Hadley Ashton
- Dominique Swain : Sidney Barrett
- Scott Bairstow : Trevor
- Rachel True : Julianne Livingston
- Taye Diggs : Sheriff Artie Bonner
- Glynnis O'Connor : Connie Campbell
- Joanna Canton : Sarah
- Eric Michael Cole : Warren
- Oliver Hudson : Josh
- Dean James : Max
- J. Michael Hunter : Charlie
- Edmund Kearney : Dean
- Don Henderson Baker : Haas
- Shawn Michelle Cosby : Joanie